# پینی گیر
پینی گیر، که اغلب به پینی خلاصه می‌شود، یک موسیقیدان و خواننده آمریکایی است که در کانزاس متولد شد، اما از سال ۱۹۹۸ در لندن، انگلستان مستقر است. او هفت آلبوم استودیویی منتشر کرده‌است.
سبک موسیقی پینی عمدتاً ایندی پاپ هیجانی است، اگرچه او هم به عنوان یک «آفتاب‌پرست» موسیقی و هم به عنوان «دالی پارتون مستقل» و «گورو پاپ فرا اقیانوس اطلس» توصیف شده‌است.

## فیلم و تلویزیون
موسیقی پینی گیر در فیلمها و برنامه‌های تلویزیونی زیر ظاهر شده‌است:

### تلویزیون
- چشم عجیب و غریب
- دایره
- تور بزرگ
- مزرعه دامپروری
- صحبت با مردگان
- آنچه باقی می‌ماند
- ساخت چلسی
- تمرین خصوصی
- نامناسب
- انسان بودن
- جاده واترلو
- تعویض
- پژو (تبلیغ تلویزیونی)
- آناتومی گری
- ضربه از دست رفته
- دریفترها

### فیلم
- دافنه
- تو نیستی
- نینا برای همیشه
- یک دختر آمریکایی
- فضل تحت فشار
- بعضی‌ها می‌گویند نه